# Emma Lombardi
Emma Lombardi (Chambéry, 1 de enero de 2001) es una deportista francesa que compite en triatlón.
Ganó dos medallas de bronce en el Campeonato Mundial de Triatlón, en los años 2023 y 2024, una medalla de oro en el Campeonato Mundial por Relevos Mixtos de 2022 y dos medallas en el Campeonato Europeo de Triatlón de 2022.
Participó en los Juegos Olímpicos de París 2024, ocupando el cuarto lugar en la prueba individual.

## Palmarés internacional
| Campeonato Mundial                    | Campeonato Mundial    | Campeonato Mundial | Campeonato Mundial |
| Año                                   | Lugar                 | Medalla            | Prueba             |
| ------------------------------------- | --------------------- | ------------------ | ------------------ |
| 2023                                  | Pontevedra (España)   | Medalla de bronce  | Individual         |
| 2024                                  | Torremolinos (España) | Medalla de bronce  | Individual         |
| Campeonato Mundial por Relevos Mixtos |                       |                    |                    |
| Año                                   | Lugar                 | Medalla            | Prueba             |
| 2022                                  | Montreal (Canadá)     | Medalla de oro     | Relevo mixto       |
| Campeonato Europeo                    |                       |                    |                    |
| Año                                   | Lugar                 | Medalla            | Prueba             |
| 2022                                  | Múnich (Alemania)     | Medalla de oro     | Relevo mixto       |
| 2022                                  | Múnich (Alemania)     | Medalla de bronce  | Individual         |